# Ceutholopha isidis
Ceutholopha isidis är en fjärilsart som beskrevs av Philipp Christoph Zeller 1867. Ceutholopha isidis ingår i släktet Ceutholopha, och familjen mott. Inga underarter finns listade i Catalogue of Life.